# ديوتيترابينازين
ديوتيترابينازين (Deutetrabenazine)، الذي يباع تحت الإسم التجاري أوستيدو(Austedo)، هو دواء يستخدم لعلاج مرض هنتنغتون المرتبط بالرقص في الوجه والاطراف وخلل الحركة المتأخر، و متلازمة توريت.  و يؤخذ عن طريق الفم مرتين في اليوم. 
تشمل الآثار الجانبية الشائعة لهذا العقار على ما يلي؛ النعاس و الإسهال و جفاف الفم و صعوبة النوم.  قد تشمل الآثار الجانبية الأخرى إطالة فترة كيو تي، ومتلازمة الذهان الخبيثة، والشلل الرعاشي..  لا ينبغي أن يعطى للأشخاص الذين يعانون من مشاكل في الكبد أو الذين لديهم ميول انتحارية.  وهو مثبط ناقل أحادي الأمين الحويصلي 2 (VMAT2). 
تمت الموافقة عليه للاستخدام الطبي في الولايات المتحدة في عام 2017.  و فيها ، تبلغ تكلفة 60 قرصًا من 12 ملجم حوالي 6000 دولار أمريكي اعتبارًا من عام 2021.  وهو مشابه للتيترابينازين إلا أنه يحتوي على الديوتيريوم. 